# Julian Siemionow
Julian Siemionowicz Siemionow (ur. 8 października 1931 w Moskwie, zm. 5 września 1993 tamże) – rosyjski pisarz.

## Życiorys
Studiował na Wydziale Orientalistyki Uniwersytetu w Moskwie, pracę magisterską pisząc z historii politycznej Persji.
Zadebiutował jako pisarz w 1958 roku, a pierwszy sukces odniósł 7 lat później powieścią Pietrowka 38. Sławę przyniósł mu jednak cykl książek o Stirlitzu – radzieckim agencie działającym w szeregach nazistowskiej generalicji. Ten, wzorowany na Jamesie Bondzie, bohater pojawił się w 12 powieściach Siemionowa. Na podstawie jednej z nich, Siedemnaście mgnień wiosny (Семнадцать мгновений весны) wydanej w 1969, został w 1973 nakręcony serial telewizyjny pod tym samym tytułem. Kilka innych jego powieści również doczekało się ekranizacji.
Powieść „Diplomaticzeskij agent” (Agent dyplomatyczny; 1959) Siemionow osnuł na losach Polaka, Jana Witkiewicza, który jako wysłannik carski badał kulturę oralną Azji Środkowej, zwłaszcza Afganistanu.
Siemionow wystąpił gościnnie jako aktor w filmie Andrieja Tarkowskiego Solaris. Można go zobaczyć w scenie konferencji naukowej.
Po przejściu śmierci klinicznej w wyniku ataku serca w 1990 roku, Siemionow doznał poważnych uszkodzeń mózgu. Nigdy nie wrócił do pisania. Zmarł trzy lata później. Pochowany na Cmentarzu Nowodziewiczym w Moskwie.